# Johann Jakob Rychner
Johann Jakob Rychner (* 4. Mai 1803; anderes Datum 8. Mai 1803 in Aarau; † 21. Juni 1878 in Bern) war ein Schweizer Veterinär.

## Leben
Johann Jakob Rychner wurde als Sohn des Kammmachers Samuel Rychner (* 17. August 1777 in Aarau; † 10. April 1856) und dessen erster Ehefrau Veronika (* 11. April 1779 in Aarau; † 20. März 1823), Tochter von Hieronimus Schmuziger (1739–1822), Schuhmacher, geboren.
Er besuchte die Grundschule und das Gymnasium Aarau und begann ein Studium der Veterinärmedizin an der Universität Bern, das er an den Universitäten in Stuttgart, München und Wien fortsetzte. 1824 wurde er gerichtlicher Tierarzt in Aarau und ab 1828 war er Stadttierarzt im preußischen Fürstentum Neuenburg. Dort wirkte er neben seiner amtlichen Tätigkeit als Tierarzt in den Pferde- und Rindviehställen des Patriziats. In dieser Zeit reichte er 1826 seinen ersten Beitrag Versuch einige thierische Verrichtungen durch den Antagonismus zu erklären an den Präsidenten der Gesellschaft schweizerischer Tierärzte ein, der 1829 im Schweizer Archiv für Tierheilkunde publiziert wurde.
1833 siedelte er nach Bern über. Aufgrund der Erkrankung von Ludwig Karl Friedrich Emmert (1779–1833), erster Direktor der Tierarzneischule, dem Tierarznei-Institut der Universität Bern, wurde eine Lehrstelle ausgeschrieben, um die er mit Heinrich Koller (1811–1880) konkurrierte und unterlag.
Er konnte sich jedoch kurz darauf an der Tierarzneischule, die Mitte der 1820er Jahre erweitert und mit ihren klinischen Abteilungen an die Engehalde verlegt worden war, habilitieren und wurde im Spätherbst 1834 zum Prosektor ernannt und hielt als Privatdozent Vorlesungen über die Naturgeschichte der Haustiere, Botanik, allgemeine Pathologie und Verbandlehre.
1835 veröffentlichte er seine Schrift Bujatrik oder die sporadischen innerlichen und eigenthümlichen äusserlichen Krankheiten des Rindviehes, eine übersichtliche Kompilation des damaligen Wissens.
1839 wurde er, nachdem er einen Ruf an die Universität Gießen ausgeschlagen hatte, zum ausserordentlichen Professor der Tierheilkunde an der Universität Bern ernannt und unterrichtete zur Naturgeschichte der Haus-Säugetiere mit Exterieur des Rindvieh, Allgemeine Pathologie der Haustiere und Buiatrische Klinik, ambulant.
Am 21. Februar 1843 schuf er, gemeinsam mit seinen fortgeschrittenen Studenten, einen Verein für buiatrische Klinik, mit der Zielsetzung, eine Rinderheilkunde in praktisch-klinischer Hinsicht, den ihr gebührenden Platz zu verschaffen. Es wurden in Sitzungen, die tagsüber in den Gehöften behandelten Fälle diskutiert und in handschriftlichen Protokollen festgehalten. Hieraus entstand, mit Unterstützung des Institutes für Tierheilkunde, eine Nutztierklinik, deren Leiter Johann Jakob Rycher bis zu seiner Pensionierung blieb; später wurde sie in die Ambulatorische Klinik überführt. Dazu wurde er von den Behörden mit Aufgaben der Tierseuchenbekämpfung und Expertisen betraut, war Mitglied des bernischen Sanitätskollegiums und der Viehprämierungskommission, gehörte dem Vorstand der ökonomischen Gesellschaft an und erreichte im Militär den Rang eines Majors.
Als Matthias Anker (1788–1863) aufgrund einer Erkrankung die Direktion des Berner Tierspitals aufgab, übernahm Johann Jakob Rychner deren Direktion und nach dessen Tod auch einen Grossteil von den Funktionen, so die Leitung der Hufbeschlagschule.
Von 1863 bis 1869 hielt er als ordentlicher Professor Vorlesungen an der Universität Bern.
Durch sein Lehrbuch zur Rinderheilkunde und der von ihm angeregten Schaffung einer entsprechenden Klinik in Bern gilt er als der Begründer der Buiatrik.
Johann Jakob Rychner war seit 1825 in erster Ehe mit Elisabeth Maria Jenni, geb. Gerber, verheiratet, jedoch wurde die Ehe 1854 wieder geschieden. In zweiter Ehe war er seit 1857 mit Elisabeth, verwitwete Morgenthaler, geb. Junker verheiratet. Beide Ehen blieben kinderlos, jedoch hatte er durch seine zweite Ehe eine Stieftochter sowie einen Stiefsohn, bei dem er auch seine letzten Tage zubrachte.

## Mitgliedschaften
- Er wurde am 4. September 1826 als Mitglied der Gesellschaft schweizerischer Tierärzte aufgenommen und 1843 für ein zu deren Präsidenten gewählt; 1851 erfolgte sein Wiederwahl und 1852 wurde er für ein weiteres Jahr bestätigt.
- Er war auch im Vorstand der Ökonomischen und Gemeinnützigen Gesellschaft des Kantons Bern.

## Schriften (Auswahl)
- Versuch, durch mehrere Vorschläge mittelbar dem Wesen der Hundswuth näher zu kommen : Oder Beantwortung der von der medizinisch-chirurgischen Ges. des Kantons Zürich aufgestellten Preisaufgabe über Hundswuth. Eine gekrönte Preisschrift. Aarau: H.R. Sauerländer, 1827.
- Johann Jakob Rychner; Eduard Im Thurm: Encyclopädie der gesammten theoretischen und praktischen Pferde- & Rindvieh-Heilkunde. Bern 1835.
- Bujatrik oder systematisches Handbuch der äußerlichen und innerlichen Krankheiten des Rindviehes. Bern 1835 (hier 3. Auflage Bern 1851).
- Stand und Fortgang der Thierheilkunde bis zum Jahre 1837 : eine Berichterstattung an der Versammlung schweizerischer Thierärzte zu Olten am 11. September 1837. Bern: Fischer & Co, 1837.
- Das Buch für den Landmann, oder, Was Pferde- und Rindviehbesitzer thun und lassen sollen, um zu Nutz und Freud Hausthiere aufzuziehen, anzukaufen. Bern: Fischer, 1840.
- Hippiatrik oder systematisches Handbuch der äußerlichen und innerlichen Krankheiten des Pferdes und ihrer Heilung. Bern 1842.
- Die Hundswuth, ihre Kenntniß, Ursachen, Folgen und Verhütung. Bern 1842.
- Naturgeschichte des krankhaften Zustandes der Hausthiere oder Grundlagen zu einer naturgerechten Pathologie und Therapie derselben. Bern 1843.
- Die Pferde- und Rindviehzucht und das Prämiensystem in der Republik Bern: Preisschrift. Bern: Chr. Fischer, 1843.
- Die innerlichen Krankheiten. Bern 1843.
- Abhandlung über das Thierarznei-Institut der Hochschule zu Bern. Bern 1847.
- Taschenbuch der Veterinär-Semiotik, oder Anleitung zur Untersuchung u. Bestimmung der Krankheiten der wichtigsten Hausthiere. Bern 1849.
- Erläuterungen und Anleitung zu dem Konkordat über Bestimmung und Gewähr der Viehhauptmängel. Bern: Jent & Reinert, 1853.
- Spezielle Pathologie und Therapie. 1854.
- Referat über die Pferdezucht. Bern 1867.
- Die Maul- und Klauenseuche bei unsern Hausthieren: Preisaufgabe. Bern 1872.
- Leitfaden zur Beurtheilung des Pferdes. Bern 1875.

Er gab auch kurzzeitig eine Zeitschrift für Rindviehkunde heraus.